# Scharya
Scharya (auch Sharya, Shariya oder Sharia, kurmandschi Şarya, arabisch شاريا, DMG Šāriyā) ist eine jesidische Stadt im Semile-Distrikt in der irakischen Provinz Dahuk. Die Stadt liegt ca. 15 km südlich von Dohuk in der Autonomen Region Kurdistan. Der Ort befindet sich in der seit 1991/1992 bestehenden Demarkationszone zwischen dem Irak und Irakisch-Kurdistan und liegt auf kurdisch verwaltetem Gebiet. Scharya war ein sogenanntes Modelldorf für Jesiden und entstand in den 1980er Jahren am Reißbrett. Für die Ansiedlung der Jesiden wurden andere jesidische Dörfer entvölkert.

## Bevölkerung
Zu der Bevölkerung Scharyas zählen hauptsächlich Jesiden. Seit 1999 ist zu beobachten, dass die jesidische Bevölkerung vertrieben wird und arabische Bevölkerung angesiedelt wird.

## Geschichte
In Scharya wurden nach der Massenflucht der Jesiden aus der Sindschar Region 2014 ein Flüchtlingslager für die Jesiden errichtet. Das Flüchtlingslager besteht aus Zelten, die unter anderem von dem Hochkommissar der Vereinten Nationen für Flüchtlinge bereitgestellt wurden. In diesem Lager haben viele Jesiden Zuflucht gefunden, wo sie auch noch bis heute leben. Über 31.000 jesidische Flüchtlinge aus Sindschar leben derzeit in Scharya.